# Jan Dudziński
Jan Dudziński (ur. 1893 w Łagiewnikach, zm. 22 grudnia 1914) – działacz niepodległościowy, oficer piechoty Legionów Polskich, kawaler Orderu Virtuti Militari.

## Życiorys
Urodził się 24 czerwca 1893 r. w Łagiewnikach lub w Podgórzu (obecnie dzielnica Krakowa) jako syn Andrzeja, członka PDS, odznaczonego Medalem Niepodległości, który po śmierci syna, mimo skończonych 56 lat, zgłosił akces do Legionów, i Anny z d. Góral.  Ukończył pięć klas gimnazjum w Krakowie. Po przerwaniu nauki odbył praktykę rzemieślniczą. Pracował jako murarz. Od 1912 r. należał do Polskich Drużyn Strzeleckich, zorganizował drużynę w Łagiewnikach. Był również członkiem PPS.
Po wybuchu wojny wstąpił do oddziałów legionowych. Jako chorąży dowodził plutonem w 8 kompanii 3 pułku piechoty Legionów Polskich.
Został awansowany do stopnia podporucznika piechoty i przeniesieniu z baonu w którym służył do 2 pułku piechoty. Został mianowany dowódcą 10 kompanii 2 pułku. Poległ 22 grudnia 1914 w czasie walk o górę Kliwę. Kompania dowodzona przez Dudzińskiego, która w tym dniu wspomagała kompanię Landszturmu, dostała się pod obstrzał rosyjskich karabinów maszynowych. Zginął Dudziński i 8 jego żołnierzy. Został pochowany w (węg. Ökörmező – obecnie Miżhirja na Ukrainie).
Jego brat Stanisław (1895–1920) był legionistą, obrońcą Lwowa, uczestnikiem wojny polsko-bolszewickiej.

## Ordery i odznaczenia
- Krzyż Srebrny Orderu Wojskowego Virtuti Militari – pośmiertnie
- Krzyż Niepodległości (19 grudnia 1930)[5]

## Upamiętnienie
Jan Dudziński – został upamiętniony tablicą pamiątkową na budynku Magistratu w krakowskim Podgórzu.
Plac Braci Dudzińskich znajduje się przy dworcu PKP w Krakowie-Płaszowie.